# سقندس دمشقي
سقندس دمشقي (الاسم العلمي:Scandix damascena) هو نوع غير مؤكد من النباتات يتبع جنس السقندس من الفصيلة الخيمية.